# Síndrome de Currarino

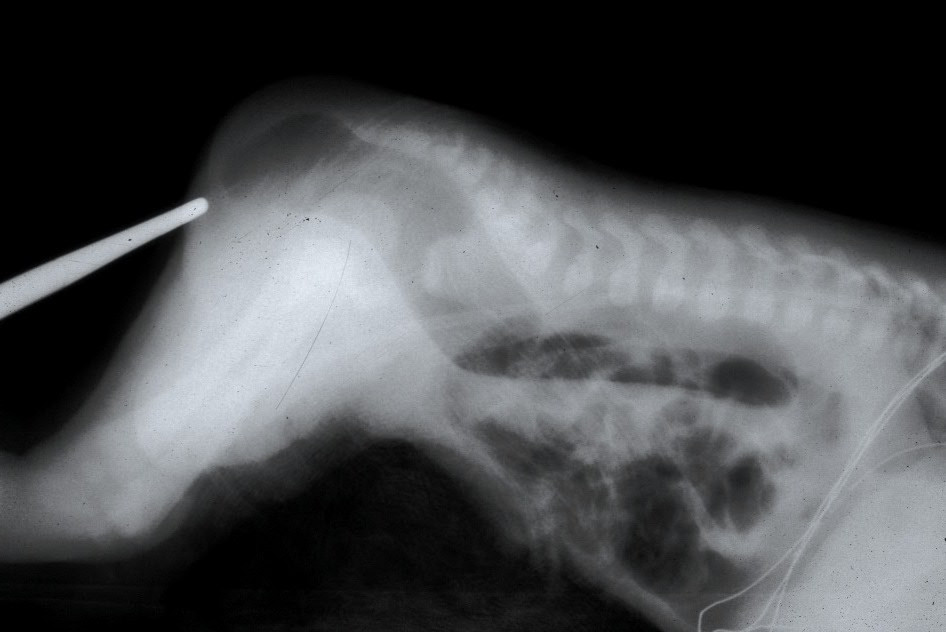
Radiografía mostrando un ano imperforado.

El síndrome de Currarino, también conocido como tríada de Currarino, es un raro trastorno congénito en el que existe un defecto sacrococcígeo, además hay una masa en el espacio presacro y existen malformaciones del ano o el recto. También puede causar un meningocele anterior o de un teratoma presacro que por lo general se considera como una variante del teratoma sacrococcígeo. Produce estreñimiento intratable desde el nacimiento.

## Historia
Fue descrito por primera vez por Currarino y cols. en 1981. Ellos propusieron como causas adherencias neuroectodérmicas y defectos en la notocorda durante la vida fetal temprana que pueden resultar en una fístula entre el intestino y el canal espinal con presencia de elementos entéricos ventralmente y neurales dorsalmente. 

## Epidemiología

Patrón de herencia autosómica dominante

Este síndrome tiene una prevalencia estimada de 1 afectado por cada 100.000 personas.

## Etiología
El trastorno es una herencia autosómica dominante causada por una mutación en el gen HLXB9 (7q36.3).

## Diagnóstico
Generalmente, el diagnóstico de este síndrome se hace en la primera década de vida. Los principales métodos de diagnóstico son la exploración rectal, radiografías simples e imágenes por resonancia magnética.